# Mississippi County (Missouri)
Das Mississippi County ist ein County im US-amerikanischen Bundesstaat Missouri. Im Jahr 2020 hatte das County 12.577 Einwohner und eine Bevölkerungsdichte von 11,8 Einwohnern pro Quadratkilometer. Der Verwaltungssitz (County Seat) ist Charleston, das nach dem Landbesitzer Charles Moore benannt wurde, der das Land für die Stadt stiftete.

## Geografie
Das County liegt fast im äußersten Südosten von Missouri, grenzt an die Bundesstaaten Illinois und Kentucky, von denen es durch den Mississippi River getrennt ist. Das Mississippi County liegt gegenüber der Mündung des Ohio River, der die beiden benachbarten Bundesstaaten voneinander abgrenzt.
Es hat eine Fläche von 1111 Quadratkilometern, wovon 41 Quadratkilometer Wasserfläche sind.
An das Mississippi County grenzen folgende Nachbarcountys:
| Scott County      | Alexander County (Illinois) | Ballard County (Kentucky)  |
|                   |                             | Carlisle County (Kentucky) |
| New Madrid County | Fulton County (Kentucky)    | Hickman County (Kentucky)  |

## Geschichte
Das Mississippi County wurde 1845 gebildet. Benannt wurde es nach dem Mississippi River, der das County im Osten begrenzt.

## Demografische Daten
Nach der Volkszählung im Jahr 2010 lebten im Mississippi County 14.358 Menschen in 5287 Haushalten. Die Bevölkerungsdichte betrug 13,4 Einwohner pro Quadratkilometer. In den 5287 Haushalten lebten statistisch je 2,61 Personen.
Ethnisch betrachtet setzte sich die Bevölkerung zusammen aus 74,1 Prozent Weißen, 24,0 Prozent Afroamerikanern, 0,2 Prozent amerikanischen Ureinwohnern, 0,2 Prozent Asiaten sowie aus anderen ethnischen Gruppen; 1,1 Prozent stammten von zwei oder mehr Ethnien ab. Unabhängig von der ethnischen Zugehörigkeit waren 1,6 Prozent der Bevölkerung spanischer oder lateinamerikanischer Abstammung.
22,2 Prozent der Bevölkerung waren unter 18 Jahre alt, 62,6 Prozent waren zwischen 18 und 64 und 15,2 Prozent waren 65 Jahre oder älter. 46,4 Prozent der Bevölkerung war weiblich.

Das jährliche Durchschnittseinkommen eines Haushalts lag bei 22,2 USD. Das Prokopfeinkommen betrug 15,2 USD. 27,6 Prozent der Einwohner lebten unterhalb der Armutsgrenze.

## Ortschaften im Mississippi County
| Citys - Anniston - Bertrand - Charleston | 0 - East Prairie - Miner1 - Wyatt | Villages - Pinhook - Wilson City |

Unincorporated Communities
| - Airline Acres - Alfalfa Center - Bird’s Point - Crosno | - Deventer - Dogwood - Dorena - Henson | - Samos - Whiting - Wolf Island |

1 – teilweise im Scott County

## Gliederung
Das Mississippi County ist in sieben Townships eingeteilt:
| Township              | Einwohner (2010) | FIPS     |
| --------------------- | ---------------- | -------- |
| James Bayou Township  | 87               | 29-36278 |
| Long Prairie Township | 1348             | 29-43886 |
| Mississippi Township  | 41               | 29-48926 |
| Ohio Township         | 563              | 29-54128 |
| St. James Township    | 5700             | 29-64406 |
| Tywappity Township    | 6514             | 29-74392 |
| Wolf Island Township  | 105              | 29-80674 |